# Austrian Football League
Austrian Football League (oficjalny skrót AFL) – najwyższa w hierarchii klasa ligowych rozgrywek futbolu amerykańskiego w Austrii. Jej triumfator zostaje Mistrzem Austrii. W austriackiej lidze nie ma automatycznego awansu i spadku. Udział w AFL lub w Division I zależy głównie od możliwości finansowych danej drużyny. W AFL występują także zagraniczne drużyny. Meczem finałowym o mistrzostwo Austrii jest Austrian Bowl.

## Drużyny 2025
| - Danube Dragons - Vienna Vikings - Prague Black Panthers (Czechy) - Graz Giants - Tirol Raiders - Salzburg Ducks |

## Austrian Bowl
| Rok   | Miejscowość      | Zdobywca              | Wicemistrz                  | Wynik               |
| ----- | ---------------- | --------------------- | --------------------------- | ------------------- |
| 1984  | Salzburg         | Salzburg Lions*       | Graz Giants                 | 27 - 10             |
| 1985  | -                | -                     | -                           | -                   |
| 1986  | Wiedeń           | Graz Giants           | Vienna Vikings              | 31 - 12             |
| 1987  | Wiedeń           | Graz Giants           | Salzburg Lions              | 20 - 0              |
| 1988  | Wiedeń           | Graz Giants           | Vienna Vikings              | 33 - 15             |
| 1989  | Salzburg         | Salzburg Lions        | Graz Giants                 | 34 - 0              |
| 1990  | Linz             | Graz Giants           | Klosterneuburg Mercenaries* | 59 - 7              |
| 1991  | Graz             | Graz Giants           | Vienna Vikings              | 38 - 7              |
| 1992  | Wiedeń           | Graz Giants           | Schwarzenau Rangers         | 28 - 13             |
| 1993  | Maria Enzersdorf | Feldkirch Oscar Dinos | Salzburg Lions              | 45 - 10             |
| 1994  | Schwechat        | Vienna Vikings        | Graz Giants                 | 45 - 23             |
| 1995  | Schwechat        | Graz Giants           | Vienna Vikings              | 26 - 20             |
| 1996  | Schwechat        | Vienna Vikings        | Graz Giants                 | 41 - 35             |
| 1997  | Schwechat        | Graz Giants           | Klosterneuburg Mercenaries  | 53 - 14             |
| 1998  | Maria Enzersdorf | Graz Giants           | Vienna Vikings              | 43 - 3              |
| 1999  | Schwechat        | Vienna Vikings        | Graz Giants                 | 37 - 35             |
| 2000  | Wiedeń           | Vienna Vikings        | Tirol Raiders               | 34 - 28             |
| 2001  | Eisenstadt       | Vienna Vikings        | Tirol Raiders               | 24 - 14             |
| 2002  | Wiedeń           | Vienna Vikings        | Graz Giants                 | 52 - 21             |
| 2003  | Wiedeń           | Vienna Vikings        | Graz Giants                 | 56 - 42             |
| 2004  | Wals             | Tirol Raiders         | Vienna Vikings              | 28 - 20             |
| 2005  | Maria Enzersdorf | Vienna Vikings        | Tirol Raiders               | 43 - 14             |
| 2006  | Wiedeń           | Tirol Raiders         | Vienna Vikings              | 43 - 19             |
| 2007  | Wiedeń           | Vienna Vikings        | Graz Giants                 | 42 - 14             |
| 2008  | Wolfsberg        | Graz Giants           | Tirol Raiders               | 31 - 21             |
| 2009  | Graz             | Vienna Vikings        | Graz Giants                 | 22 - 19             |
| 2010  | Innsbruck        | Danube Dragons        | Tirol Raiders               | 28 - 21             |
| 2011  | Wiedeń           | Tirol Raiders         | Vienna Vikings              | 23 - 13             |
| 2012  | Wiedeń           | Vienna Vikings        | Tirol Raiders               | 48 - 34             |
| 2013  | Sankt Pölten     | Vienna Vikings        | Tirol Raiders               | 48 - 31             |
| 2014  | Sankt Pölten     | Vienna Vikings        | Tirol Raiders               | 24 - 17             |
| 2015  | Sankt Pölten     | Tirol Raiders         | Vienna Vikings              | 38 - 0              |
| 2016  | Klagenfurt       | Tirol Raiders         | Graz Giants                 | 51 - 7              |
| 2017  | Klagenfurt       | Vienna Vikings        | Tirol Raiders               | 45 - 26             |
| 2018  | Sankt Pölten     | Tirol Raiders         | Vienna Vikings              | 51 - 48             |
| 2019  | Sankt Pölten     | Tirol Raiders         | Vienna Vikings              | 42 - 34             |
| 2020* | -                | Vienna Vikings        | Graz Giants                 | 31-19, 45-13, 46-29 |
| 2021  | Innsbruck        | Tirol Raiders         | Vienna Vikings              | 35 - 14             |
| 2022  | Sankt Pölten     | Vienna Dragons        | Vienna Vikings              | 51 - 29             |
| 2023  | Wiedeń           | Vienna Dragons        | Vienna Vikings              | 14 - 13             |
| 2024  | Wiedeń           | Prague Black Panthers | Vienna Vikings              | 20 - 14             |

- * Salzburg Lions w 1993 roku po fuzji z Hallein Diggers zmienili nazwę na Salzburg Bulls.
- * Klosterneuburg Mercenaries w 2001 roku zmienili nazwę na Danube Dragons.
- * W sezonie 2020 z powodu epidemii koronawirusa wzięły udział tylko dwie drużyny. Finał rozegrano w systemie "best of 5".
- * Salzburg Bulls w 2021 roku połączyli się z Salzburg Ducks.
- * Danube Dragons w 2022 roku zmienili nazwę na Vienna Dragons.

## Bilans klubów
| Liczba tytułów | Klub                  | Lata triumfów                                                                            |
| -------------- | --------------------- | ---------------------------------------------------------------------------------------- |
| 15             | Vienna Vikings        | 1994, 1996, 1999, 2000, 2001, 2002, 2003, 2005, 2007, 2009, 2012, 2013, 2014, 2017, 2020 |
| 10             | Graz Giants           | 1986, 1987, 1988, 1990, 1991, 1992, 1995, 1997, 1998, 2008                               |
| 8              | Tirol Raiders         | 2004, 2006, 2011, 2015, 2016, 2018, 2019, 2021                                           |
| 3              | Vienna Dragons        | 2010, 2022, 2023                                                                         |
| 2              | Salzburg Bulls        | 1984, 1989                                                                               |
| 1              | Prague Black Panthers | 2024                                                                                     |
| 1              | Feldkirch Oscar Dinos | 1993                                                                                     |